# Majo

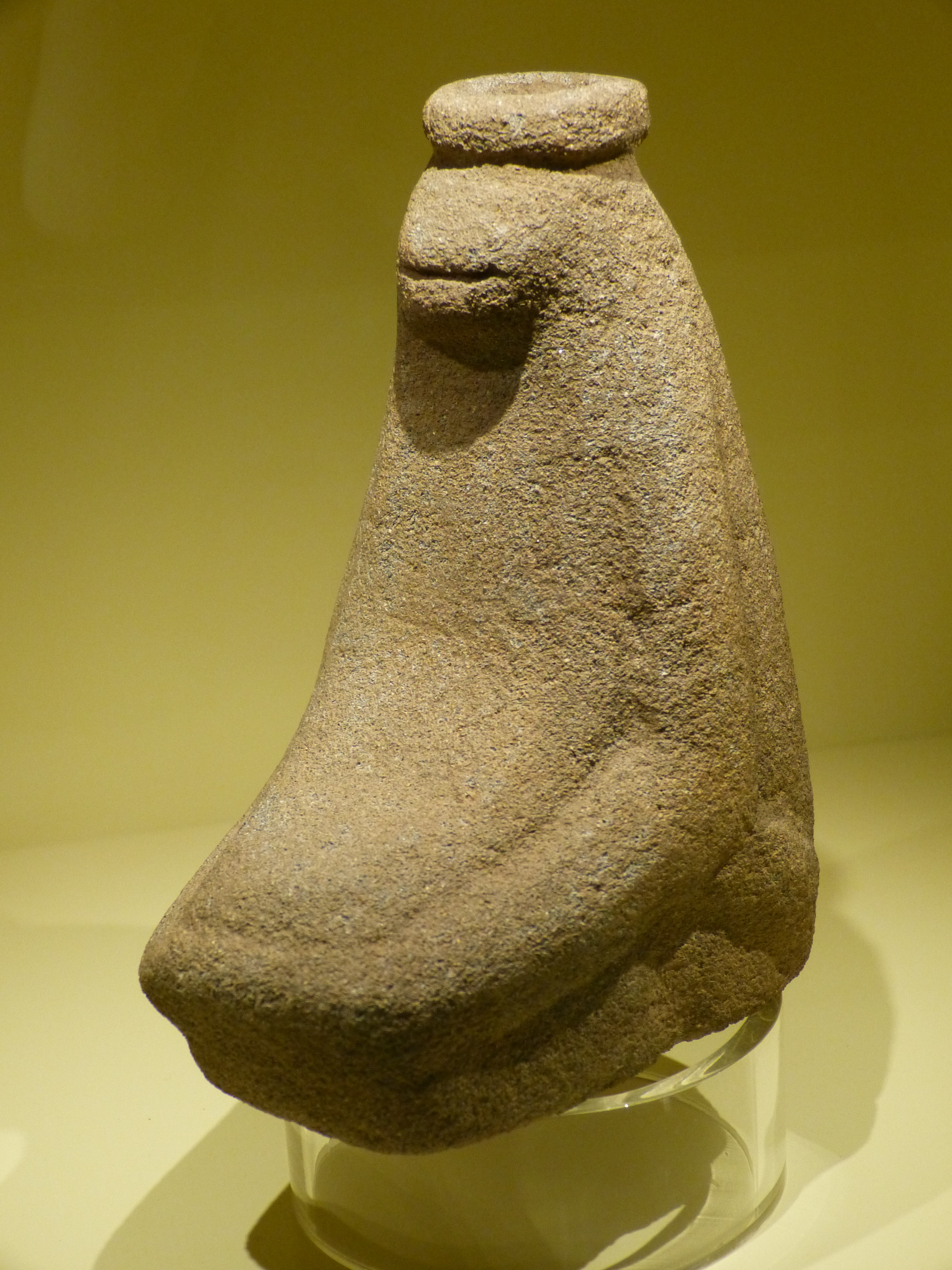
Réplica del conocido como «ídolo de Zonzamas» en el Museo de la Naturaleza y el Hombre de Santa Cruz de Tenerife.

Majo o Maho es el nombre que recibían los antiguos aborígenes de las islas de Lanzarote y Fuerteventura, en el archipiélago atlántico de Canarias ―España— antes de la conquista europea en el siglo XV.
La cultura de ambas poblaciones era muy similar, por lo que se las suele englobar en un mismo grupo. No obstante, en algunos trabajos modernos suele denominarse majo al aborigen de Lanzarote y majorero al de Fuerteventura.

## Etnónimo y nombre de las islas
En la crónica de la conquista denominada Le Canarien se llama a los antiguos pobladores de ambas islas como canarios en general. El primero en aludir al término mahorero es el ingeniero Leonardo Torriani, quien en su obra publicada en 1590 alude a que los aborígenes de Lanzarote y Fuerteventura se llamaban así por denominarse Maoh sus islas. Otros autores contemporáneos a Torriani como el portugués Gaspar Frutuoso o el espurio Juan de Abréu Galindo, indican en sus obras que «...los isleños de estos dos islas se llaman mahoreros, que en nuestro idioma quiere decir ganaderos, porque este es su oficio...» y que «Los naturales destas dos islas (…) se llaman mahoreros, por que traian calzados de los cueros de las cabras, el pelo afuera, unos como zapatos á quien ellos llamaban mahos».
Por su parte, el poeta tinerfeño Antonio de Viana dice que los antiguos habitantes de ambas islas eran llamados mahorata como su isla, y que luego derivó en mahoreros.
Investigadores modernos como el filólogo Juan Álvarez Delgado propone como significado de maho el de 'campesino' u 'hombre de la tierra'. En el mismo sentido se pronuncia el también lingüista Ignacio Reyes, para quien el gentilicio de ambas poblaciones aborígenes sería mahorata como indica Viana, desde un primitivo mahār-at con el significado de 'los del país' o 'los hijos del país'.
El término está relacionado con el que se daban a sí mismos en general los amaziges. Diversos nombres numidios en *masi- como Masinisa, rey de los masilios, y la de los masesilos, o el término egipcio mašawaš, parecen relacionados con la raíz de maxos.[cita requerida]

## Orígenes de la población
Los recientes hallazgos arqueológicos en las islas orientales proponen un poblamiento premeditado por parte de las potencias marítimas de la Antigüedad en diversas oleadas con fines económicos. 
Así se han encontrado pruebas de la presencia fenicia en Lanzarote y La Graciosa en torno al siglo X a. C., quienes provocarían una primera colonización con personas de su órbita cultural como los bereberes del norte de África. Posteriormente las islas recibirían nuevos aportes poblacionales a partir del siglo siglo VI a. C. relacionado con la expansión de Cartago. Con el cambio de Era son los romanos quienes establecen factorías en las costas insulares e intensifican los contingentes poblacionales, quedando finalmente estas comunidades aisladas tras la desaparición de las actividades romanas en las costas africanas en los siglos siglo III o IV, dando origen al desarrollo de la cultura aborigen propiamente dicha.

## Características físicas
La generalidad de los cronistas coincide en señalar la elevada estatura como rasgo distintivo de los majos de ambas islas, siendo superior a la del resto de aborígenes del archipiélago.
Las investigaciones antropológicas de restos humanos de Fuerteventura dan una altura media para los hombres de 171 cm y de 159 cm para las mujeres. Los majos de Lanzarote por su parte eran también altos y además robustos.
Juan de Abréu Galindo los describe en los siguientes términos:

...Eran los naturales de estas dos islas (…) caritativos, alegres, amigables, grandes cantadores y bailadores (…). Eran muy ligeros en saltar, y era su principal ejercicio (…). Eran animosos y bien dispuestos y proporcionados más que todos los demás de las islas...

## Demografía
Los cronistas hablan para la isla de Lanzarote de 200 «hombres de defensa» −es decir, guerreros−, estimando los investigadores modernos una población total de unos 800 o un millar de habitantes en el momento de la conquista, achacándose este reducido número a las continuas razias esclavistas desarrolladas por navegantes mediterráneos a lo largo del siglo siglo XIV.
Cifras ligeramente superiores se dan para Fuerteventura, donde según las crónicas francesas sus habitantes vivían más reunidos que en Lanzarote.

## Economía y subsistencia

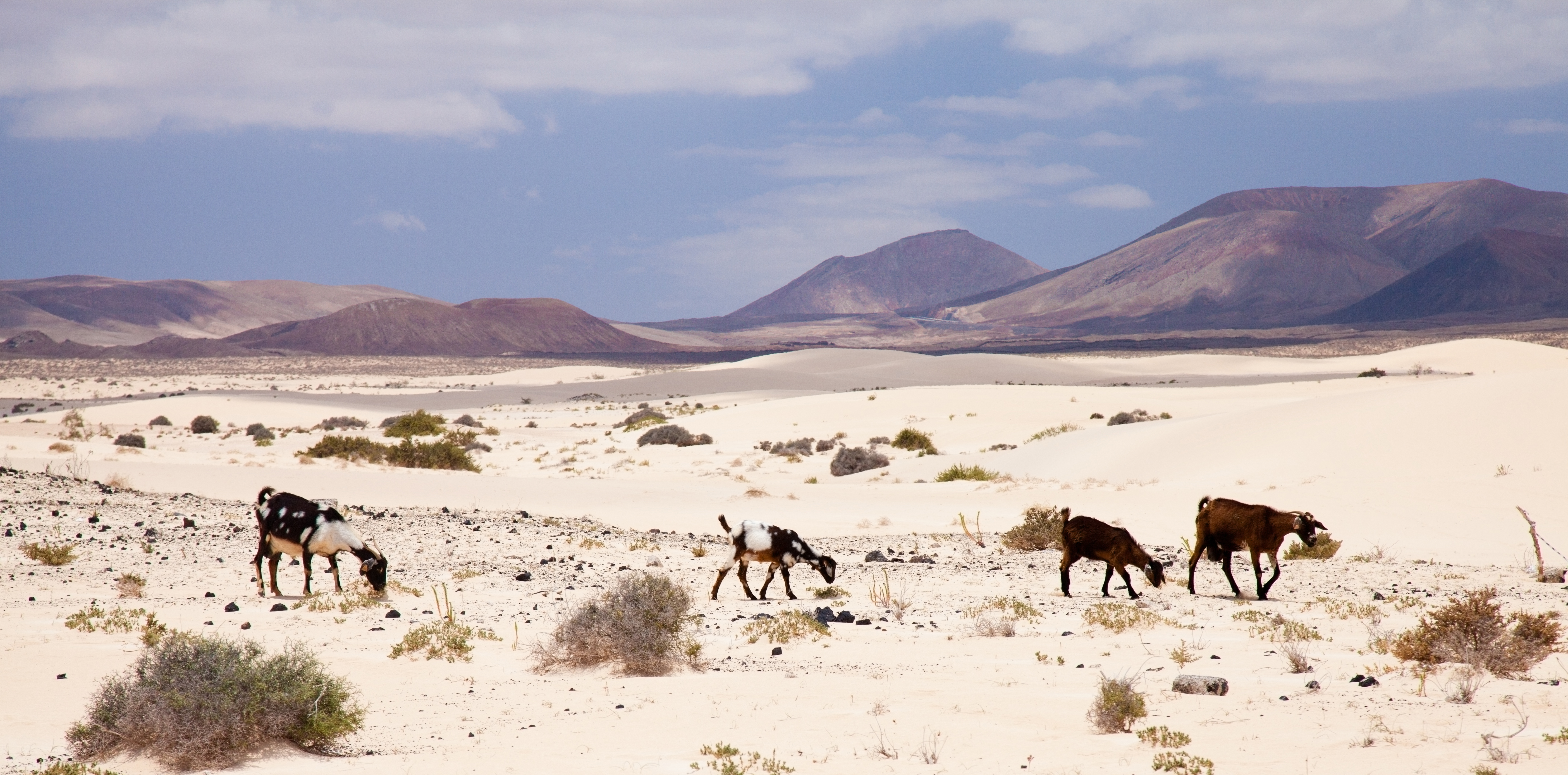
Cabras en Fuerteventura. La ganadería era la principal actividad económica del majo.

La economía de ambas islas se basaba principalmente y casi en exclusiva en la ganadería. La cabaña ganadera −la mayor del archipiélago− estaba formada mayoritariamente por cabras, así como por ovejas de una raza sin lana. 
También estaban presentes como animales domésticos, aunque en menor medida, un tipo de cerdo −al que denominaban ylfe en ambas islas− con rasgos arcaicos, y perros de pequeño tamaño relacionados con razas pastoras norteafricanas.
Del ganado se aprovechaba principalmente la carne y la leche denominada aho, obteniéndose también derivados como el queso y la manteca.
La agricultura se desarrollaba de manera complementaria y de forma muy rudimentaria, no estando documentada su práctica en la isla de Fuerteventura. Se cultivaba sólo la cebada −llamada tamozen− en pequeños huertos arados con cuernos de cabra y palos próximos a los poblados. Este cereal era transformado en gofio una vez tostado y molido, siendo alimento fundamental que se consumía mezclado con leche, agua o manteca.
Los aborígenes también llevaban a cabo la recolección de algunos frutos silvestres como las moras de la zarzamora o los dátiles de las palmeras canaria y datilera, esta última posiblemente introducida por los aborígenes.

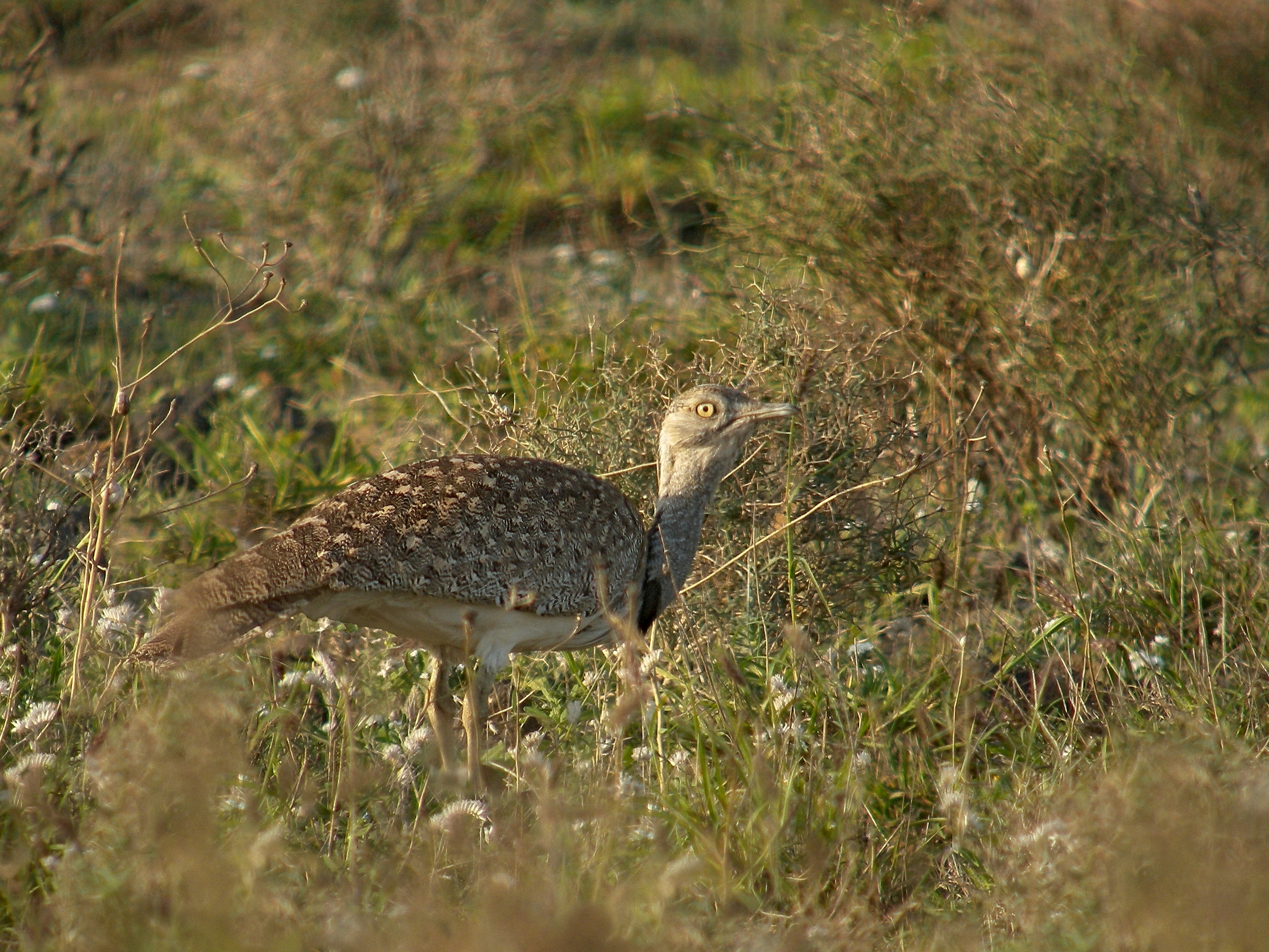
La hubara canaria formaba parte de la dieta aborigen.

La pesca y el marisqueo aparecen como recurso importante en ambas islas. Los moluscos más comunes en los yacimientos son las lapas, los burgaos y la carnadilla.
Por su parte, destaca la caza de diversos tipos de aves como pardelas, palomas o hubaras, así como la de ejemplares de foca monje en Fuerteventura.

### Impacto sobre el ecosistema insular
El poblamiento de las islas trajo consigo un considerable impacto en el medio ambiente insular. Así, en Fuerteventura desaparecen por el intenso pastoreo especies arbóreas como el madroño y el viñátigo, y quedan reducidas las poblaciones de palo blanco y laurel, indicativas todas ellas de la presencia de bosques de monteverde en el pasado remoto. Lanzarote también ve mermada su ya de por sí escasa masa boscosa, que estaría compuesta por bosquetes de fayas y brezos en los macizos montañosos más elevados.
La caza por parte de los aborígenes de ambas islas de diversos animales endémicos provoca su extinción. Tal es el caso de las pardelas de malpaís y de las dunas, y la codorniz canaria, reduciéndose también la presencia de la foca monje. En cuanto al ratón del malpaís, la introducción por parte de los aborígenes del ratón común provocó la competencia de ambas especies y la posterior extinción de la primera.

## Hábitat

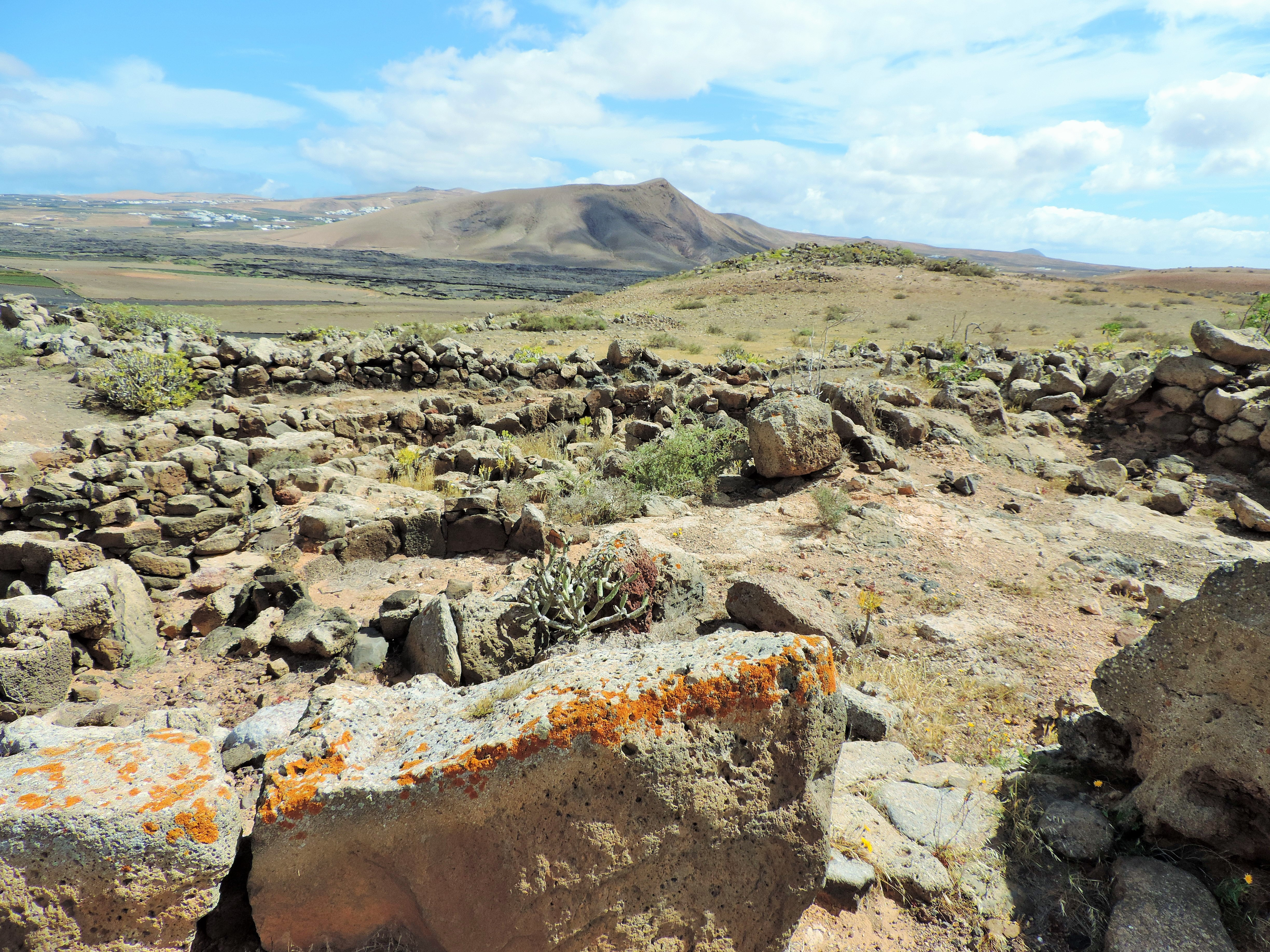
Restos del poblado de Zonzamas, en Teguise.

### Viviendas y asentamientos
El principal hábitat en ambas islas era el poblado en superficie dada la escasez de cuevas naturales que son el tipo de hábitat más común entre los aborígenes del archipiélago.
En Lanzarote construían casas de piedra seca semienterradas denominadas por ello tradicionalmente como «casas hondas». Las paredes eran construidas con un doble muro de grandes piedras con un hueco interior que se rellenaba con piedras más pequeñas y tierra. La planta es variada en el interior y circular u oval en el exterior. El piso y las paredes interiores estaban recubiertos de un mortero de toba caliza y arena, presentando la casa varias habitaciones. El techo se construía con lajas de piedra mediante el sistema constructivo de falsa cúpula.
En Fuerteventura aparece también la «casa honda», diferenciándose por presentar una planta circular tanto en el interior como en el exterior. El modo de construcción es similar al de Lanzarote, aunque a los muros se le agregaba en algunos casos una especie de argamasa a base de arcilla, piedras pequeñas y conchas.

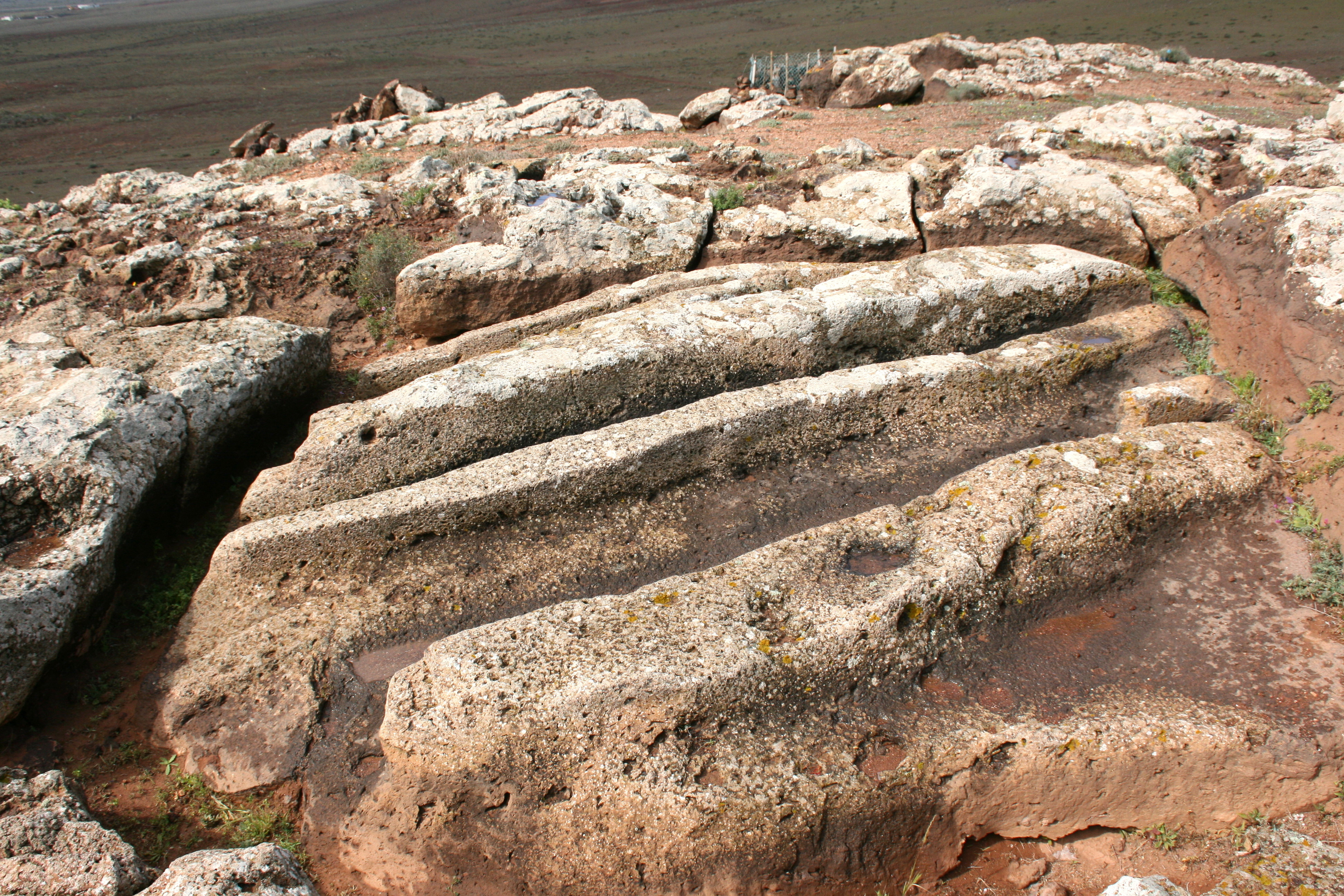
La denominada «quesera de Zonzamas», construcción aborigen de uso desconocido.

### Lugares de enterramiento
Tanto en Lanzarote como en Fuerteventura el principal tipo de inhumación era el efectuado en cuevas naturales o en tubos volcánicos, de manera individual o colectiva. Los cuerpos no presentan momificación como en otras islas, siendo simplemente envueltos en pieles de cabra y colocados en posición decúbito supino. Junto a ellos se colocaban diversos objetos como vasijas, punzones o cuentas de collar y conchas decorativas a modo de ajuar funerario.
Existen asimismo referencias al enterramiento en túmulos y fosas, pero carecen de suficientes estudios modernos que lo corroboren.

### Otras construcciones
En Lanzarote aparece otro tipo de construcción asociada a varios poblados. Se trata de un amplio recinto rectangular o «palacio» también semisubterráneo que se encuentra dividido en varias dependencias simétricas con respecto a un pasillo central. Su funcionalidad no está clara, siendo considerado posible su uso como lugar de reunión o como almacén.
En ambas islas se construían además unos templos, denominados efequén o esequén en Fuerteventura, que Torriani describe de la siguiente manera:

...una casa como templo, (…) la cual estaba rodeada por dos paredes, que entre sí formaban un pasillo, con dos pequeñas puertas, una fuera y la otra en medio...

Otras estructuras aborígenes vinculadas al pastoreo son los taro −voz presente en la toponimia de Lanzarote−, especie de refugio pastoril a base de muros de piedra seca sin techo para protegerse del viento, los goros o goires, pequeños corrales circulares de piedra para estabular al ganado, y las gambuesas, grandes corrales colectivos donde se reúne al ganado durante las apañadas.
Los aborígenes de Lanzarote construían además charcos o embalses para el abastecimiento de agua de la población y el ganado. Estos eran excavados en la tierra, siendo el suelo arcilloso compactado y recubierto de piedras.

## Industria

### Útiles de piedra y madera
La industria de los majos se basaba en la utilización de la piedra y el hueso principalmente para realizar diferentes tipos de utensilios.
Con la piedra se confeccionaban cuchillos llamados tafiague, fabricados con lascas de basalto. Asimismo, sobre fonolitas o basaltos cavernosos se hacían molinos de mano, siendo de dos tipos: de mortero y otros compuestos por dos muelas con un orificio central, comunes al resto del archipiélago y al norte de África.
El hueso se trabajaba sobre todo para elaborar punzones para los trabajos de la piel y la cerámica, y espátulas.
En cuanto a la madera, sólo hay constancia de su utilización para la fabricación de armas y cayados de pastor.
Armas
Como armas los majos utilizaban piedras y unas lanzas denominadas tezezes hechas con madera de acebuche.

### La cerámica
La cerámica de los majos era hecha a mano sin torno como en el resto del archipiélago, siendo una tarea femenina que se realizaba mediante la técnica del urdido.
En Lanzarote eran fabricadas vasijas con dos tipologías básicas: una de forma ovoide, de gran tamaño y base curva usados para almacenamiento; y otras troncocónicas de fondo plano y tamaño variable asociadas a los usos cotidianos. Las piezas eran decoradas en la zona próxima a los bordes con líneas.
La cerámica majorera era muy similar a la de Lanzarote, diferenciándose en dos tipos según sea su fondo plano o cónico. En este segundo grupo se engloban piezas de diferente tipología: semiesféricas, troncocónicas, ovoides o globulares.

### Indumentaria
Los hombres de Lanzarote y Fuerteventura iban desnudos a excepción de una capa de piel de cabra llamada tamarco como en otras islas. Las mujeres iban cubiertas por una especie de traje talar que consistía en dos piezas de piel cosidas con tiras de cuero o tendones ceñidas a la cintura, utilizando también el tamarco.
Este traje también era utilizado posiblemente por los varones relevantes de la sociedad. Además del traje, estos individuos sobresalientes −tanto hombres como mujeres− llevaban un tocado de piel en la cabeza llamado guapil con una diadema de cuero adornada con plumas, mientras que los reyes de Lanzarote llevaban como distintivo una diadema de piel adornada con conchas marinas.
Como queda dicho anteriormente, llevaban un calzado de cuero de cabra llamado maho.
Como adornos usaban collares con cuentas hechas de conchas, diferentes piedras o huesos, bien pulidos y decorados con incisiones. Algunos de estos adornos podían decorar igualmente las ropas.

## Arte

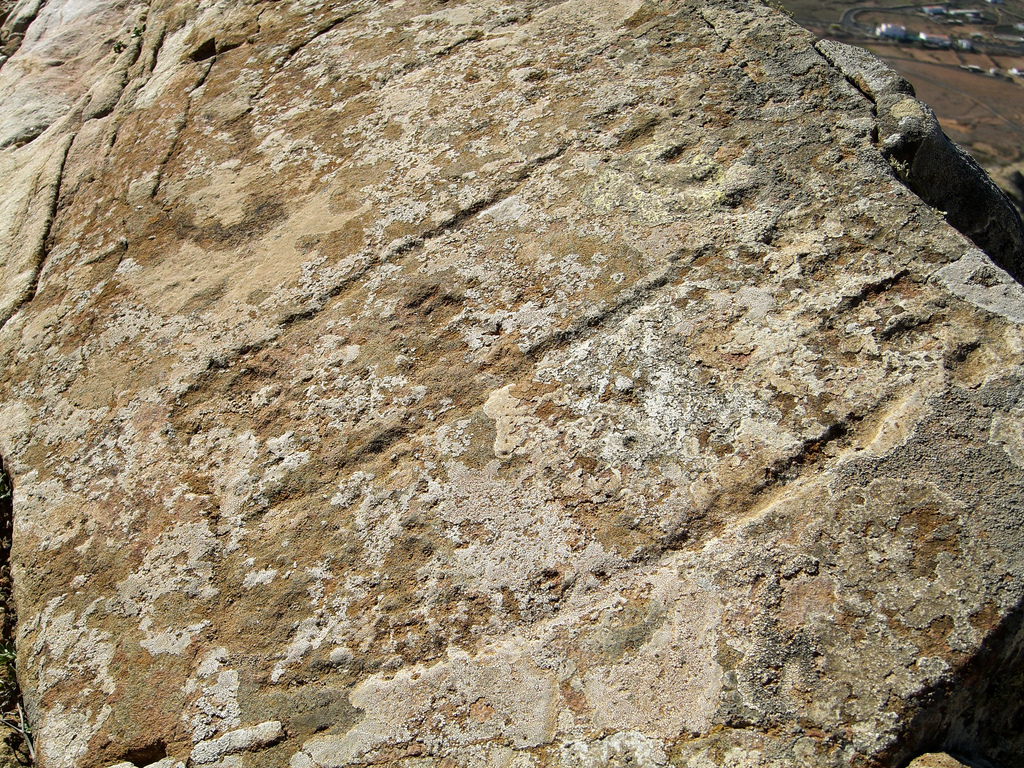
Grabados podomorfos de Tindaya, Fuerteventura.

### Grabados rupestres
Una de las manifestaciones artístico-religiosas más importantes de los majos son los grabados podomorfos que tradicionalmente se ha considerado que están presentes en Canarias solo en las islas de Fuerteventura y Lanzarote, aunque en la actualidad han sido localizados también en las islas de Tenerife, Gran Canaria y El Hierro. Además, también existen en zonas de influencia cultural bereber del norte de África. En Fuerteventura destacan sobre todo los grabados podomorfos de la Montaña de Tindaya, que era una montaña sagrada para los antiguos habitantes. No se sabe con exactitud lo que representan, aunque se ha descubierto que los podomorfos de Tindaya están orientados hacia el Teide en Tenerife y hacia la isla de Gran Canaria. A su vez, también se han hallado grabados podomorfos en Lanzarote que están orientados hacia la Montaña de Tindaya.

### Ídolos
En ambas islas se han encontrado figurillas antropomorfas interpretadas como ídolos. Ejemplo de ellos son el llamado «ídolo de Zonzamas» en Lanzarote, que muestra claras influencias púnicas, y en Fuerteventura destacan los encontrados en la Cueva de los Ídolos.

## Costumbres
Entre las costumbres conocidas de los majos destaca para Lanzarote las prácticas de la poliandria, teniendo las mujeres hasta tres maridos, y la hospitalidad de lecho.

## Organización sociopolítica

### Lanzarote
Lanzarote se encontraba regida por un sistema político de sociedad de jefatura, organizándose la población en grupos familiares y apareciendo una diferenciación social entre «nobles» y «villanos».
El gobierno de la isla en tiempos de la conquista estaba en manos de un jefe tribal o «rey». Sus atribuciones eran las de controlar y redistribuir la producción, así como la de mediar en los conflictos. Estaba asesorado por un consejo formado por 50 o 60 hombres según las crónicas.
El cargo de rey parece haber sido hereditario probablemente mediante el matrilinaje por lo menos desde el siglo XIV, pues los monarcas conocidos están emparentados entre sí. Estos eran Zonzamas, que reinaba hacia 1377, Guanarame, capturado en 1393, y Guadarfía, rey cuando la conquista normanda en 1402.

### Fuerteventura

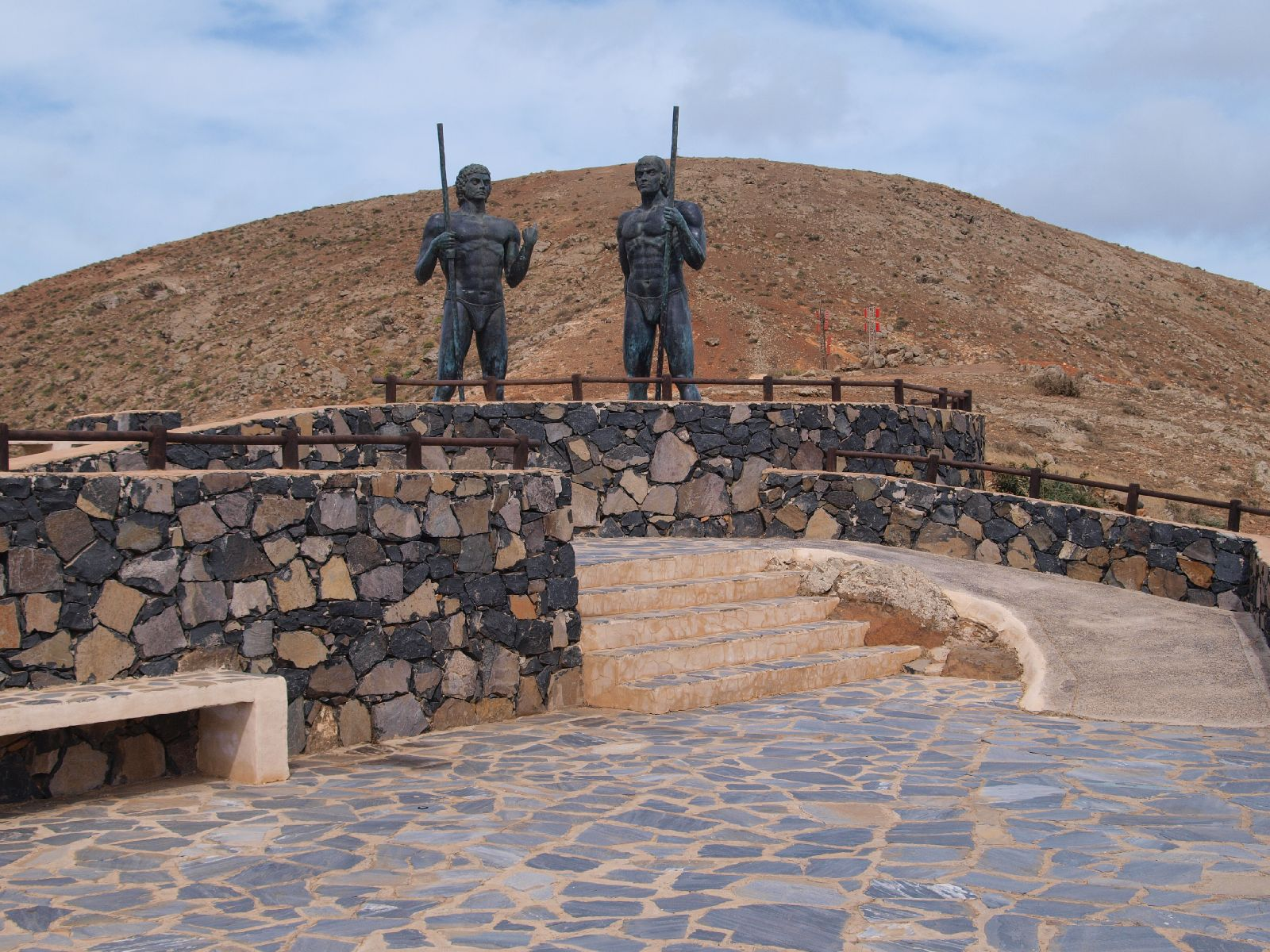
Escultura de los reyes Ayoze y Guize, obra de Emiliano Hernández, en Betancuria.

Los majos de Fuerteventura poseían un sistema tribal de organización segmentaria. La base de esta organización social era la familia, seguida de grupos familiares que conforman linajes que finalmente se engloban en fracciones tribales. Así, en la época de la conquista la isla se hallaba dividida en dos demarcaciones territoriales o «reinos» que se extendían «...uno desde donde esta la villa hasta Jandía, (…) y el otro desde la villa hasta Corralejo…» según Abréu Galindo, estando delimitados geográficamente por una pared de piedra que iba de costa a costa.
En lo referente al nombre de estos reinos, es José de Viera y Clavijo en el siglo siglo XVIII el primer historiador en aportarlos. Para él Jandía se correspondería con el reino meridional y Maxorata con el septentrional.
En cuanto a los «reyes» o jefes de fracción, en el momento de la conquista eran Ayoze en Jandía y Guize en Maxorata.
Existían además las figuras del capitán o jefe de clan y del consejo tribal formado por estos y otros elementos destacados de la sociedad. También aparece un elemento religioso bajo la forma de dos mujeres principales −llamadas Tibiabin y Tamonante en el momento de la conquista− que poseían caracteres de sacerdotisas, siendo las encargadas de oficiar las ceremonias y de mediar en los conflictos de la comunidad.

## Religión

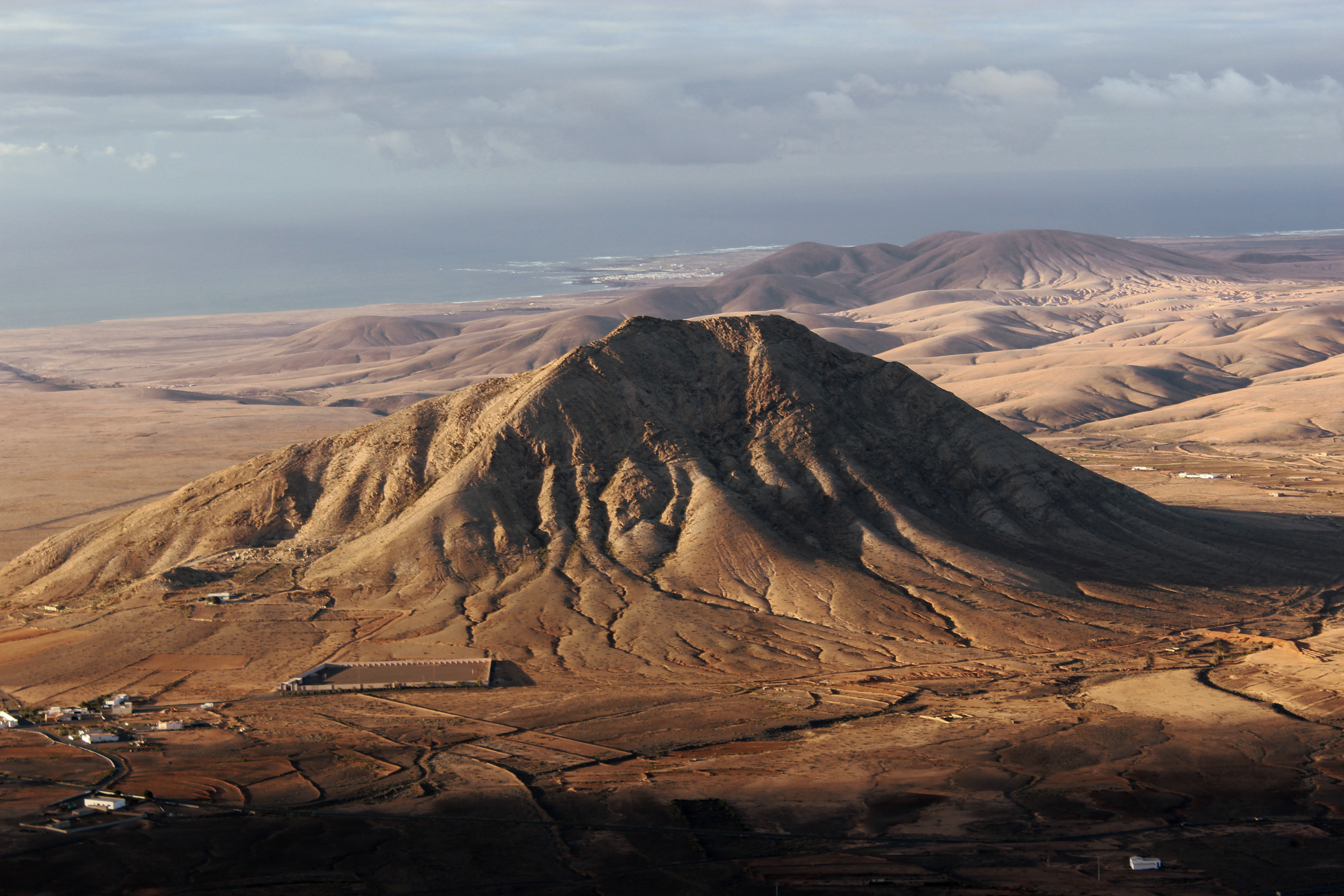
Tindaya, montaña considerada sagrada por los antiguos pobladores de Fuerteventura.

### Creencias
Los cronistas apuntan a la creencia de los majos en un Ser Supremo omnipotente, concepto extendido al resto del archipiélago. La única referencia al nombre de esta divinidad la aporta el naturalista Jean-Baptiste Bory de Saint-Vincent, quien recogió el nombre Althos dado por los majos de Lanzarote, aunque historiadores posteriores indican que se trata de una voz dudosa.
El culto a los antepasados también estaba presente en ambas islas. Para ellos los espíritus de los antepasados −majos o maxios− habitaban en el mar y se aparecían en la orilla en determinadas fechas en forma de pequeñas nubes.

#### Idolatría
La presencia de la idolatría entre los majos era ya indicada por los primeros historiadores. La presencia de ídolos zoomorfos plantea la posibilidad de alguna especie de culto a los animales domésticos.
Por su parte, las figurillas antropomorfas se relacionan con posibles representaciones de alguno de los ancestros destacados de la sociedad que recibían veneración. Asimismo, en Fuerteventura han aparecido ídolos con marcados rasgos sexuales que han sido asociados al culto a la fecundidad.

### Lugares de culto

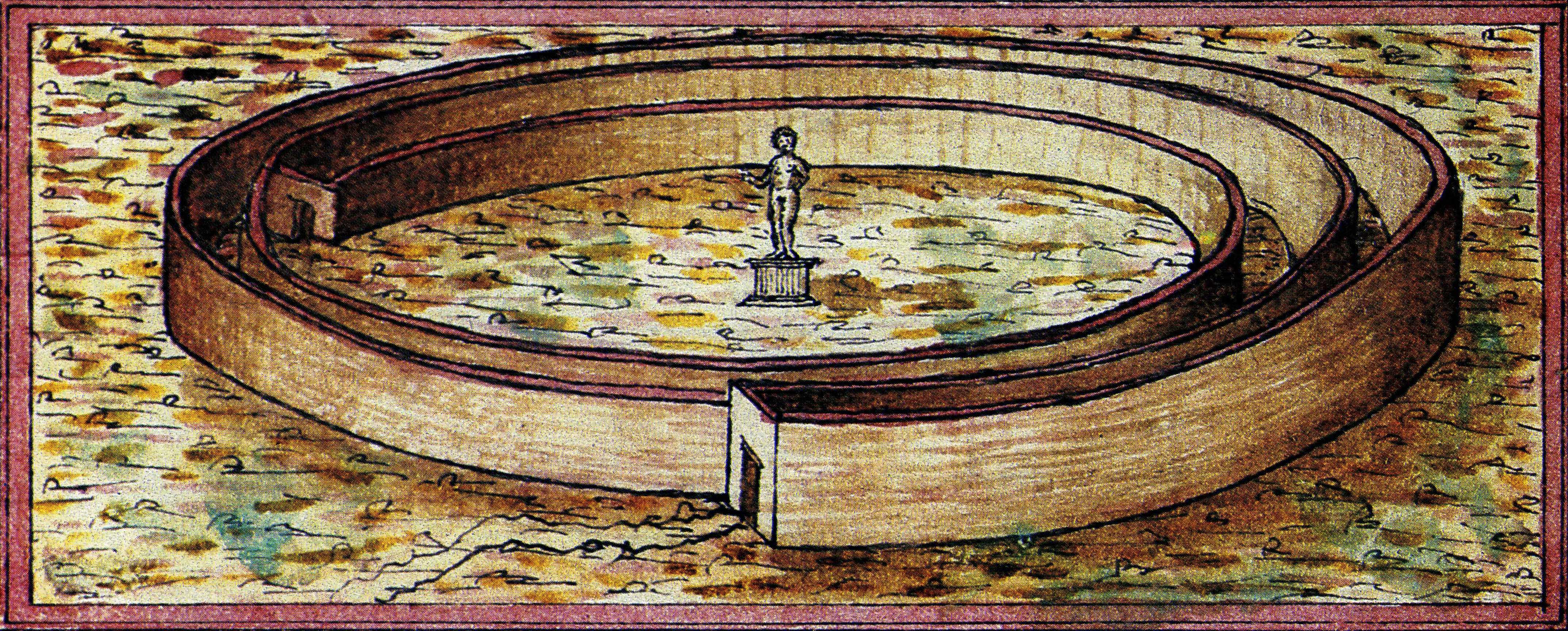
Representación de un efequén aborigen realizada por el ingeniero Leonardo Torriani en el.

Como queda dicho, los majos poseían templos denominados efequén o esequén adonde acudían a realizar ofrendas a un ídolo de forma masculina que se hallaba en su interior.
Otros lugares de culto eran las cimas de algunas montañas −Tindaya y Cardones en Fuerteventura− donde excavaban huecos denominados en arqueología como cazoletas, que estabana conectadas entre sí por canalillos y donde realizaban libaciones.
Tenían también unos lugares o cuevas señalados donde realizaban ritos adivinatorios mediante el humo que desprendían ciertos elementos que quemaban. El profesor Juan Álvarez Delgado relaciona estos lugares con las denominadas tegalas, lugares altos donde se hacían hogueras y señales de humo.

### Ritos y celebraciones
Poco ha trascendido sobre los ritos de los majos. Según los cronistas los aborígenes de Fuerteventura adoraban a Dios alzando las manos al cielo.
En el solsticio de verano se llevaban a cabo grandes fiestas comunales de carácter religioso. En esta fecha era cuando los majos podían contactar con los espíritus de sus antepasados.
Otra ceremonia aludida por los historiadores eran las procesiones en el oratorio o efequén, donde se realizaban libaciones de leche y manteca al ídolo allí ubicado. Estas ofrendas de alimentos eran realizadas también en los conjuntos de cazoletas y canales localizados en montañas o lugares sagrados.

## Contacto con otras culturas

### Expediciones medievales
- Lancelotto Malocello
- Niccoloso da Recco
- Martín Ruiz de Avendaño
- Gonzalo Pérez Martel: captura del rey Guanarame y de la reina Tinguafaya junto a otros 160 aborígenes.

## Los aborígenes en la nueva sociedad colonial
El haberse rendido a los conquistadores y su conversión en masa al cristianismo con la consecuente protección papal libró a los majos supervivientes de la esclavitud, que se centra a partir de la conquista betencuriana en el resto de islas. Los majos se integran en la nueva sociedad colonial, conformando el grueso de la escasa población de ambas islas durante las primeras décadas del siglo siglo XV.
Los aborígenes de Lanzarote participaron activamente en la conquista de Fuerteventura una vez sometida su propia isla, siendo utilizados por los normandos como arqueros y soldados.
A pesar del desmantelamiento de su cultura, los majos continuarán en gran medida con sus actividades tradicionales al ser los encargados de pastorear los rebaños de los nuevos propietarios.
Cabe destacar que tanto los reyes de Fuerteventura como el régulo de Lanzarote recibieron de Jean de Béthencourt gran cantidad de tierras de cultivo.

## Aborígenes majos conocidos
- Afche
- Alfonso
- Anago
- Aniagua
- Ayoze
- Bristol
- Fayna
- Guadarfía
- Guanarame
- Guillén Dafra
- Guize
- Ico
- Isabel la Canaria
- Mahan
- Mahy
- Tamonante
- Teguise
- Teguse
- Tibiabin
- Tinguafaya
- Zonzamas

## Yacimientos arqueológicos

### Lanzarote
Entre los yacimientos presentes en esta isla destacan los siguientes, catalogados como Bienes de Interés Cultural en la categoría de zona arqueológica:
- Ajey[22]
- El Berrugo 2[23]
- Castillejo-Morro Cañón[24]
- Pico Naos-Hacha Grande[25]
- San Marcial del Rubicón[26]
- Zonzamas[27]

### Fuerteventura
Fuerteventura cuenta asimismo con las siguientes Zonas Arqueológicas:
- Barranco de Tinojay[28]
- Barranco del Cavadero[29]
- Bristol[30]
- Dunas de Corralejo[31]
- Grabados Rupestres de la Montaña de Tindaya[32]
- Matas Blancas[33]
- Montaña de la Muda[34]
- Pared de Jandía[35]
- Poblado de la Atalayita[36]